# Astrápia-cauda-de-fita
A astrápia-cauda-de-fita, astrápia-de-cauda-em-fita ou ave-do-paraíso-de-fitas(Astrapia mayeri) é uma espécie de ave da família Paradisaeidae. É distribuída e endêmica das florestas subalpinas na parte ocidental das terras altas e centrais de Papua-Nova Guiné. Como muitas outras aves-do-paraíso ornamentais, o macho é polígamo. A astrápia-cauda-de-fita é a ave-do-paraíso descoberta mais recentemente.
Devido à perda de habitat e a caça por suas plumas, a astrápia-cauda-de-fita está listada como Quase Ameaçada na Lista Vermelha de Espécies Ameaçadas da IUCN. Está listado no Apêndice II da CITES. As longas caudas dos pássaros machos aumentam a ameaça, já que pode tornar difícil para a espécie escapar de predadores naturais.
O nome científico homenageia o grande naturalista e explorador da Nova Guiné Fred Shaw Mayer, que se acreditava ter descoberto o pássaro em 1938. No entanto, agora acredita-se que o explorador Jack Hides descobriu o pássaro, enquanto Mayer se interessou por ele mais tarde.

## Descrição

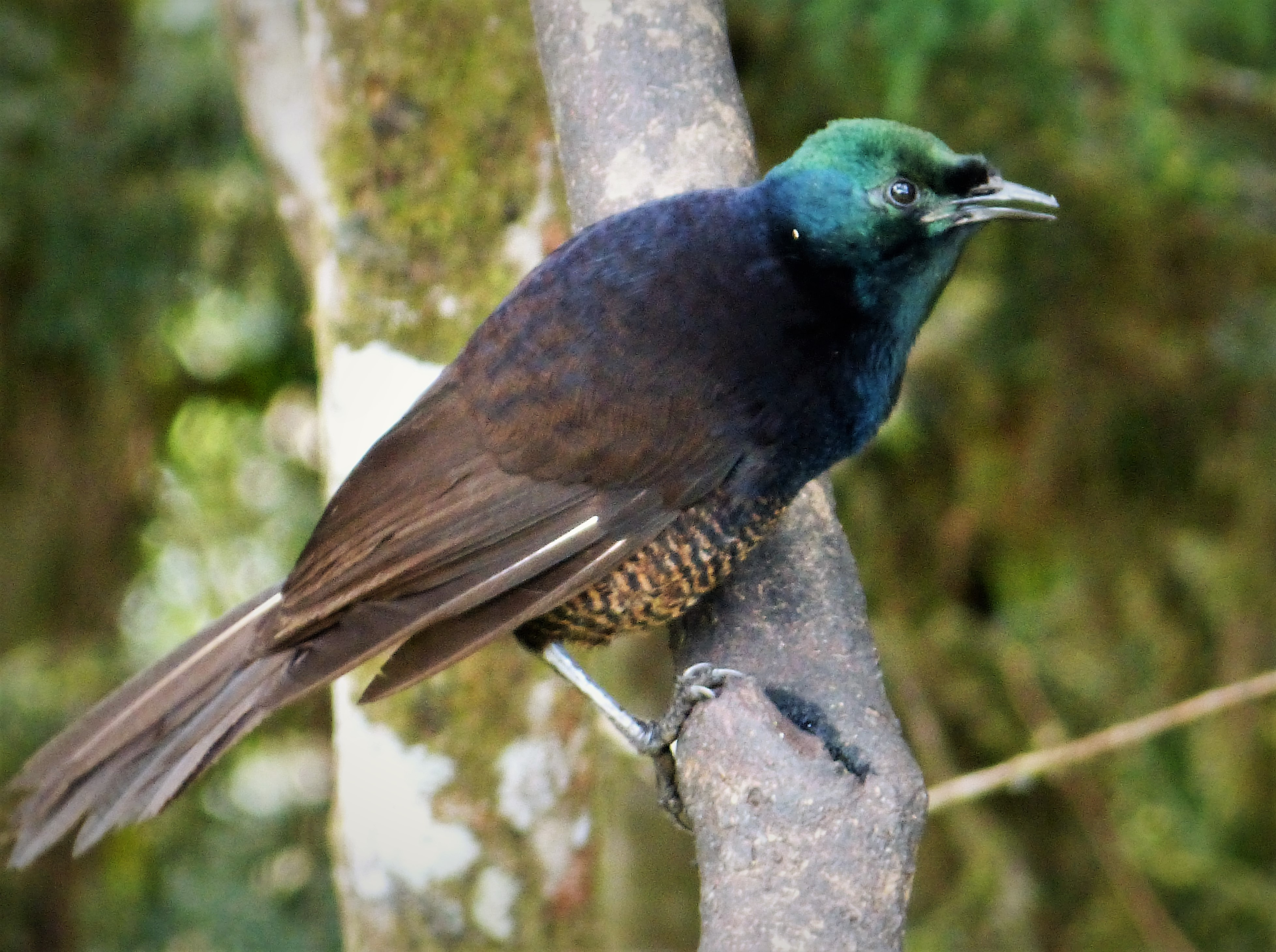
Indivíduo fêmea de Astrapia mayeri

A astrápia-cauda-de-fita é de tamanho médio, até 32 cm de comprimento (sem incluir a cauda do macho, que pode ter mais de 1 metro). Os machos de astrapia-cauda-de-fita têm geralmente cerca de 125 cm, enquanto as fêmeas têm cerca de 35 cm. O corpo dos machos é preto aveludado. O macho tem uma plumagem iridescente verde oliva-bronze, e é adornado com uma pluma ornamental acima de seu bico e duas penas brancas extremamente longas em forma de fita na cauda. A fêmea tem um corpo marrom e preto muito mais opaco com uma cabeça iridescente. Ao contrário dos machos, as fêmeas não têm caudas longas. Os híbridos entre esta espécie e a astrápia-de-stephanie, na pequena área onde suas áreas se sobrepõem, foram nomeados astrápia-de-barnes.
Uma das aves-do-paraíso mais espetaculares, o macho possui as penas de cauda mais longas em relação ao tamanho do corpo de qualquer ave, mais de três vezes o comprimento de seu corpo.